# Хімічне рівняння
Хімі́чне рівня́ння — це скорочений запис хімічної реакції хімічними символами елементів і хімічними формулами речовин.
Кожне хімічне рівняння складається з правої і лівої частин, сполучених між собою знаком рівності. У лівій частині рівняння записують формули речовин або символи елементів, що вступають у хімічну реакцію, а в правій — формули речовин, які утворюються внаслідок реакції.
Зображення хімічних реакцій хімічними рівняннями базується на законі збереження маси речовини, за яким загальна кількість атомів кожного елементу під час реакції залишається незмінною. Щоб зобразити реакцію хімічним рівнянням, зовсім не обов'язково вказувати всю кількість реагуючих молекул і атомів. Для цього досить представити реакцію найменшою можливою їх кількістю, оскільки всі останні молекули і атоми реагують так само. Коефіцієнти в обох частинах хімічного рівняння можна збільшувати або зменшувати в однакове число разів.
Збалансоване рівняння — рівняння хімічної реакції, де даються хімічні формули
реактантів і продуктів реакції з коефіцієнтами, які повинні
бути такими, щоб число кожного типу атомів, їх загальний
заряд, спін залишалися незмінними в реакції. Приклад: 2Na + Cl2 = 2NaCl.